# Doug Jones (polityk)
Doug Jones (ur. 4 maja 1954 w Fairfield) – amerykański polityk, członek Partii Demokratycznej. Przedstawiciel stanu Alabama do Senatu Stanów Zjednoczonych w latach 2018-2021.

## Życiorys
Urodzony 4 maja 1954 w Fairfield. Jego ojciec i dziadek pracowali w zakładach U.S. Steel, sam Doug Jones pracował tam latem 1973 roku, nim podjął studia prawnicze na University of Alabama, a potem Cumberland School of Law na Samford University (uzyskał dyplom w 1979 roku). W 1997 objął funkcję prokuratora północnego dystryktu Alabamy z nominacji prezydenta Billa Clintona, pełnił tę funkcję do 2001 roku. W czasie swojego urzędowania wyróżnił się doprowadzeniem do skazania w 2001 i 2002 roku członków Ku Klux Klanu winnych zamachu na kościół w Birmingham, do którego doszło w 1963, w którym zginęło czworo czarnoskórych dzieci.
Pierwsze kroki w polityce stawiał w sztabie demokratycznego senatora z Alabamy, Howella Heflina. 12 grudnia 2017 wygrał wybory uzupełniające do Senatu Stanów Zjednoczonych na miejsce zwolnione przez Jeffa Sessionsa, który objął funkcję prokuratora generalnego Stanów Zjednoczonych. Jones uzyskał blisko 50% głosów, o 1,5 pp więcej od Roya Moore’a. Urząd objął 3 stycznia następnego roku, koniec kadencji przypada w styczniu 2021 roku.

## Poglądy polityczne
Doug Jones wspiera ruch pro-choice. Popiera rozszerzanie programu Medicaid. Wspiera osoby LGBTQ oraz małżeństwa osób tej samej płci. Popiera równe wynagrodzenie kobiet i mężczyzn za taką samą pracę. Sprzeciwia się budowie muru na granicy Stanów Zjednoczonych z Meksykiem. Jones jest zaliczany przez media do umiarkowanego skrzydła Partii Demokratycznej.

## Życie prywatne
Jest żonaty z Louise, ma troje dorosłych dzieci: dwóch synów i córkę. Jego syn, Carson jest homoseksualistą.